# Mechanizm śrubowy
Uzasadnienie:  prawdopodobnie identyczne tematy, na co wskazują inne wersje językowe 
Mechanizm śrubowy – rodzaj mechanizmu, który służy do zamiany ruchu obrotowego na postępowy. Mechanizm ten jest stosowany do celów napędowych. Podstawowym elementem mechanizmów śrubowych jest gwint. Każde połączenie gwintowe może być traktowane jako mechanizm śrubowy.